# حارة الحاجب (صنعاء)
الحاجب هي إحدى حارات حي القابل (صنعاء) بمدينة الروضة شمال العاصمة اليمنية "صنعاء"، بلغ تعداد سكانها 382 نسمة حسب تعداد اليمن لعام 2004.